# Grgo Lutar
Grgo (Gregor, Gergel) Luthar pl.  Sebeborski (madžarsko szembiborczi Luthár Gergely), slovenski posestnik, notar in pisatelj na Avstro-Ogrskem. * 18. februar, 1841, Sebeborci; † 12. marec, 1925, Sebeborci.
Rodil se je v plemiški družini. Lutarji so leta 1596 prejeli plemiško listino in grb od kralja Rudolfa II.. Oče mu je bil tudi Janoš (Janez) pl. Lutar. Mati mu je bila Rozina pl. Berke  iz Križevcev, hči Mikloša pl. Berkeja. V Puconcih je končal ljudsko šolo. Žena mu je bila Ana Obal iz Tešanovcev (umrla 1907, v starosti 52 let).
V Puconcih je bil vaški notar. Leta 1887 je bil upokojen. Kot verni evangeličan, skupaj z Mihaelom Kološo sta izdala drugi ponatis mrliške pesmarice Štefana Sijarta (1887): Mrtvecsne peszmi stere szo szti sztári piszm vküp pobráne, pobougsane ino na haszek szlovenszkoga národa zdaj obdrügics na szvetlost dáne po Luthár Gergelyi i Kolossa Mihályi Szembiborczi sztoécsiva.
Umrl je v rojstni vasi, kjer so ga tudi pokopali. Leta 1927 so ustanovili štipendijsko ustanovo v Lutarjev spomin v Puconcih za podpiranje tukajšnjih dijakov.